# La Zarza, Badajoz
La Zarza este un oraș din Spania, situat în provincia Badajoz, din comunitatea autonomă Extremadura. Are o populație de 3.546 de locuitori (2007).